# Eren Derdiyok
Eren Derdiyok, född 12 juni 1988 i Basel, är en schweizisk fotbollsspelare med kurdisk härkomst. Han är anfallare och spelar på klubbnivå i Ankaragücü. Derdiyok gjorde mål i sin debut för Schweiz landslag mot England på Wembley Stadium 6 februari 2008. Han var den yngste spelaren som deltog i EM i fotboll 2008.

## Klubblagskarriär
Han började sin karriär med schweiziska BSC Old Boys i början av säsongen 2005–06, där han gjorde tio mål på 18 matcher. Därefter köptes han av FC Basel 2006 när han var 18 år gammal. Säsongen 2006–07 tillbringade han i reservlaget och spelade endast åtta ligamatcher för A-laget. Efterföljande säsong fick han mer speltid och spelade 36 ligamatcher. Han gjorde sitt första hattrick den 2 mars 2008 i en match mot FC Thun och vann sin första titel med laget den 6 april 2008 då man vann Swisscom Cup. Den 27 augusti 2008 gjorde han det vinnande målet i FC Basels 2–1-vinst mot Vitória SC på St Jakob-Park, som innebar att Basel kvalificerade sig för UEFA Champions League. Där hjälpte Derdiyok Basel att ta sin första poäng genom att göra lagets enda mål mot FC Barcelona på Camp Nou i en match som slutade 1–1.
Efter ytterligare en säsong i den schweiziska toppen och spel i landslaget skrev Derdiyok på ett fyraårskontrakt med Bayer Leverkusen den 28 maj 2009. Derdiyok gjorde sin debut i DFB Cup den 31 juli och gjorde då det matchvinnande målet.

## Landslagskarriär
Derdiyok gjorde sin internationella debut för Schweiz den 6 februari 2008, där han blev inbytt och gjorde ett mål i andra halvlek mot England på Wembley Stadium i London. Han togs ut i den schweiziska truppen till EM 2008 och var den yngsta spelaren i turneringen; han var 19 år då.